# أورميل
أورميل (بالإيطالية: Ormelle)‏ هي بلدية في مقاطعة تريفيزو بمنطقة فنيتة، شمال إيطاليا. تقع على بعد 40 كيلومترًا (25 ميلًا) شمال مدينة البندقية، و20 كيلومترًا (12 ميلًا) شمال شرق تريفيزو.